# Jan Modaal
Jan Modaal is een Nederlands pantoniem, een algemene uitdrukking voor een werknemer met een doorsnee-inkomen. Deze term wordt zowel onder het algemene publiek als in de politiek regelmatig gebruikt om een burger met een modaal inkomen aan te duiden: het inkomen dat het vaakst voorkomt.
Jan Modaal speelt een belangrijke rol in sociaal-economische rekenmodellen. Wanneer het resultaat van het voorgenomen regeringsbeleid ongunstig uitpakt voor Jan Modaal, volgen in veel gevallen aanpassingen.
Met de "middeninkomens" wordt bedoeld het mediane inkomen, dus het inkomen waarboven of waaronder 50 procent van de bevolking zich bevindt. Dit komt gewoonlijk overeen met "dubbel-modaal". Met "beneden-modaal" worden de lagere inkomens aangeduid.

## Internationale varianten
Verschillende taalgebieden kennen een eigen variant van wat in het Nederlands Jan Modaal heet, waarbij doorgaans een veel voorkomende voornaam gehanteerd wordt.  Voorbeelden zijn Otto Normalverbraucher (doorsnee consument) in Duitsland, Monsieur Tout-le-monde (meneer iedereen) in Frankrijk en Matti Meikäläinen (een van ons) in Finland.  In de Verenigde Staten wordt vaak de term Average Joe gehanteerd.
Bij de Amerikaanse presidentsverkiezingen van 2008 werden hierop door de Republikeinse presidents- en vicepresidentskandidaat twee variaties gelanceerd: Joe Sixpack (door Sarah Palin) en Joe the Plumber (door John McCain).  Hoewel de nadruk op een doorsnee-inkomen bij beide variaties minder is, waren beide namen wel bedoeld om de doorsnee Amerikaan te symboliseren.